# Зогбаум, Руфус
Руфус Зогбаум (англ. Rufus Fairchild Zogbaum; 1849—1925) — американский иллюстратор, журналист и писатель.
Наиболее известен как иллюстратор новостных журналов конца XIX века. Его работы регулярно помещались в журнале Harper’s Weekly.

## Биография
Родился 28 августа 1849 года в городе Чарлстон, штат Южная Каролина, в семье Фердинанда (1824—1909) и Мэри (1824—1901) Зогбаум.
Учился живописи в Лиге студентов-художников в Нью-Йорке в 1878—1879 годах и у Леона Бонна в Париже в 1880—1882 годах.

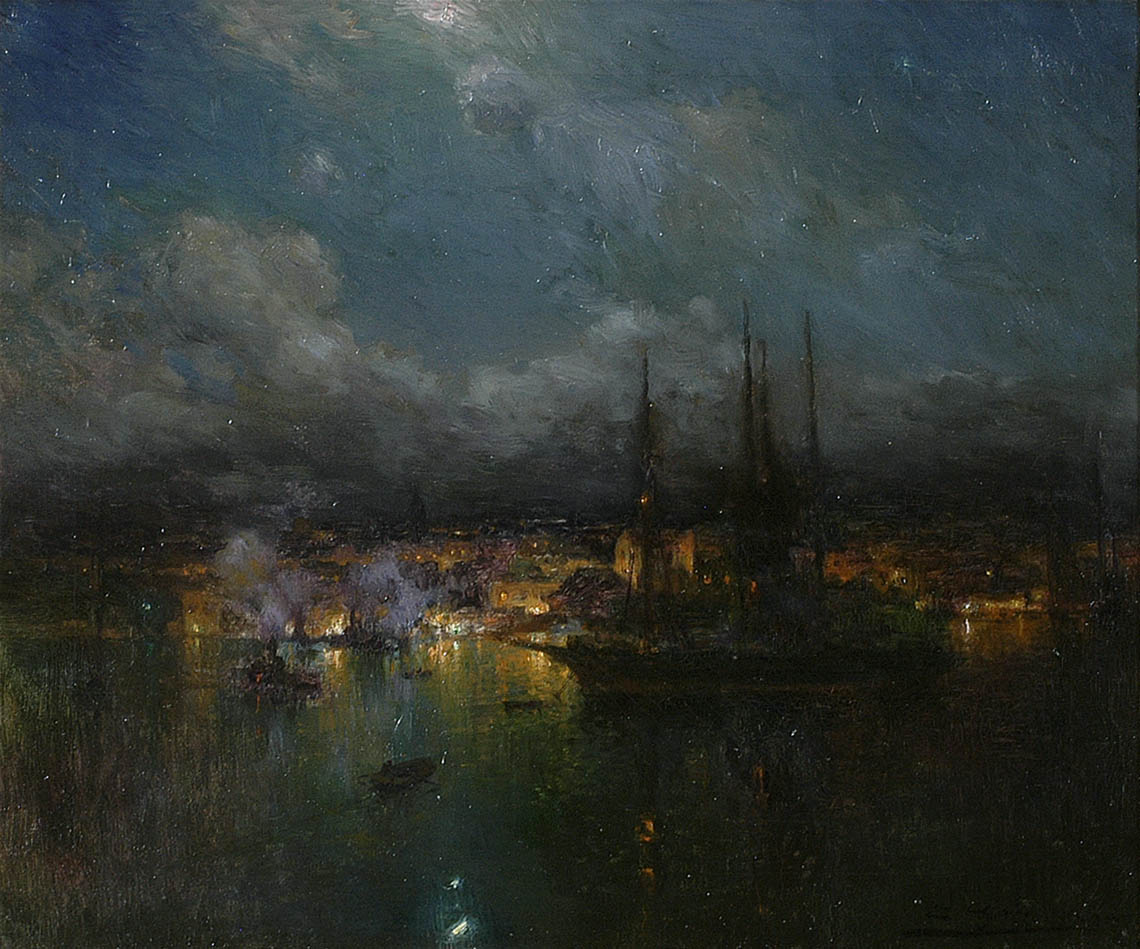
Картина Руфуса Vicksburg

Несмотря на то, что журнал Harper’s Weekly работал, как правило с внештатными иллюстраторами, Зогбаум был их штатным сотрудником; иногда ему поручали перерисовать работы внештатных иллюстраторов. Руфусом Зогбаумом были перерисованы по заданию журнала даже работы двух американских художников — Уинслоу Хомера и Фредерика Ремингтона. Зогбаум вместе с другим иллюстратором — Норманом Роквеллом некоторое время жили и работали в художественной колонии New Rochelle, штат Нью-Йорк, которая была особенно популярна среди иллюстраторов начала XX века.

Фреска в Кливленде

Зогбаум специализировался в нескольких областях иллюстрации — рисовании лошадей и военной тематике (армия и флот США). Как и Ремингтон, во время испано-американской войны, Зогбаум служил художественным корреспондентом. Его книга 1897 года All Hands: Pictures of Life in the United States Navy стала коллекционной редкостью. Также он создал в 1910 году фреску «Battle of Lake Erie», которая находится в Кливленде, штат Огайо, в историческом здании суда и почтового отделения Howard M. Metzenbaum United States Courthouse.
Умер 22 октября 1925 года в Нью-Йорке и был похоронен на городском кладбище Грин-Вуд.

### Семья
Был женат на Mary Frances Lockwood Zogbaum (1854—1930). Один из его сыновей, полный тёзка, стал адмиралом ВМС США, был капитаном авианосца USS Saratoga (CV-3); его внук, Уилфрид Зогбаум — стал художником и скульптором, преподавал в нескольких университетах, в том числе в Калифорнийском университете в Беркли.